# Tratado de Madrid (1801)
O Tratado de Madrid foi celebrado na cidade espanhola de Madrid, em 29 de setembro de 1801, entre Portugal, por uma parte, e a França, pela outra.
Por esse diploma, Portugal obrigava-se a manter os termos do Tratado de Badajoz com a Espanha mas, adicionalmente, comprometia-se a pagar à França uma indemnização de 20 milhões de francos.
Com relação aos domínios coloniais na América do Sul, por este diploma Portugal cedia mais território do Amapá à França do que havia sido combinado no Tratado de Badajoz do mesmo ano. A fronteira entre o Brasil e a Guiana Francesa não seria mais o rio Araguari (que também era referido como Arawani), pois esta passaria a ser mais ao sul, no Rio Carapanatuba.